# いすゞ・810

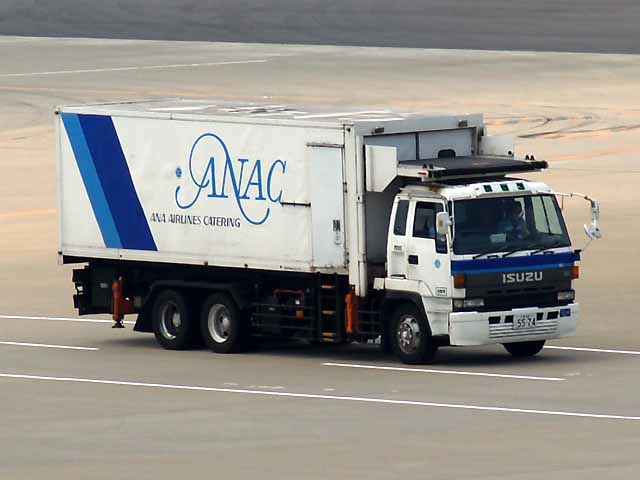
810EX（後期最終型）

810（はちいちまる）はいすゞ自動車がかつて製造していた大型トラックである。ネーミングの由来は開発コード「810」＝｢ハッテン、発展｣である。

## 概要
1983年にニューパワーシリーズの後継車として登場した。車両型式はこのモデルよりトラック単車系はC□△XX＃、セミトラクタヘッドはE□△XX＃と改められ、□は積載量、△は車軸数と形式を、XXはエンジンを、＃は全長を示し、この車輛型式は後継車のギガにも引き継がれている。先代型のニューパワーでは同形態のシャーシでも搭載エンジンや積載量によりシャーシ記号が異なっていた。
エンジンは直列6気筒の6RB1(エンジン記号は18)や6QA1(14)ターボやV型8気筒のP系エンジンを搭載、ダンプP-CXZ21等やセミトラクタヘッドP-EXD21等にはV型12気筒の12PC1が設定されていた。パーキングブレーキはニューパワーのステッキ式からレバー式に変更された。
810シリーズは流行に合わせ、マイナーチェンジでヘッドランプ形状が丸目4灯→角目4灯→異形2灯に変更されているが、810発表の翌1984年にモデルチェンジされたエルフと1985年にモデルチェンジされたフォワードは、最初から角型4灯であった。海外では初代Cシリーズ及びEシリーズとして販売される。

## 歴史
- 1983年8月、ニューパワーの後継車として810シリーズが登場した。国産大型トラックの中でフルモデルチェンジの時期は遅いグループであった（三菱ふそう・ザ・グレートも810とほぼ同時期の登場である）が、ヘッドライトは丸目4灯式であった。P-C##系。予熱や停止がイグニッションキーのみで行えるエンジンワンキーシステムが装備され、バッテリーリレースイッチが廃止される。また、助手席と中央席を倒してベッドを拡張できるマルチユースシート&ベッドを装備した。フォグランプは日産ディーゼル・レゾナと同じ。フロントフェンダーに備わるフェンダーゴムがステップに近いフェンダー全部にしかないこと、ステップ部分のフラットの形状が前期型の特徴である。モデルチェンジ当初の車名は810CX（はちいちまるシーエックス(3&4軸車))／810CV（はちいちまるシーブイ(2軸：4×2車))／810EX（はちいちまるイーエックス(トラクタ全車))。当時のカタログ表紙は「いすゞ大型トラック C##(駆動方式)」／は「いすゞ大型トラクタ E##(駆動方式)」の表記のみで「810」の表記はないが、それぞれ総合カタログの表紙や車種別カタログ1ページ目のコンセプト紹介で車名(「810CX」or「810CV」or「810EX」)が記述されている。

- 1983年9月トラクタを追加。セミトラクタのうち2軸車がEXR、3軸車（2デフ）がEXZと改名、整理された。CXG、CXZにフルトラクタを追加。セミトラクタはV10とV12があり、フルトラクタはV12エンジンのみ設定された。セミトラクタのフロントリッドの黒帯上部には「TRACTOR」ロゴとストライプが入り、単車のカーゴ系と差別化を図っていた。

- 1986年2月マイナーチェンジ、サブネームが付き車名が810スーパーとなる。昭和60年騒音規制対応。ヘッドライトを丸目4灯から長方形の角目4灯へ変更。ヘッドライトの面積が違うため、フロントリッド下部の形状も逆凸型から直線になっている。ドア下部のプレスラインがフロントグリルまで一直線に続くスタイルになった。ステップとフェンダーゴムも形状が変更された。ステアリングロックが装備された。新開発ターボエンジン6SD1をCXH23等に新搭載。

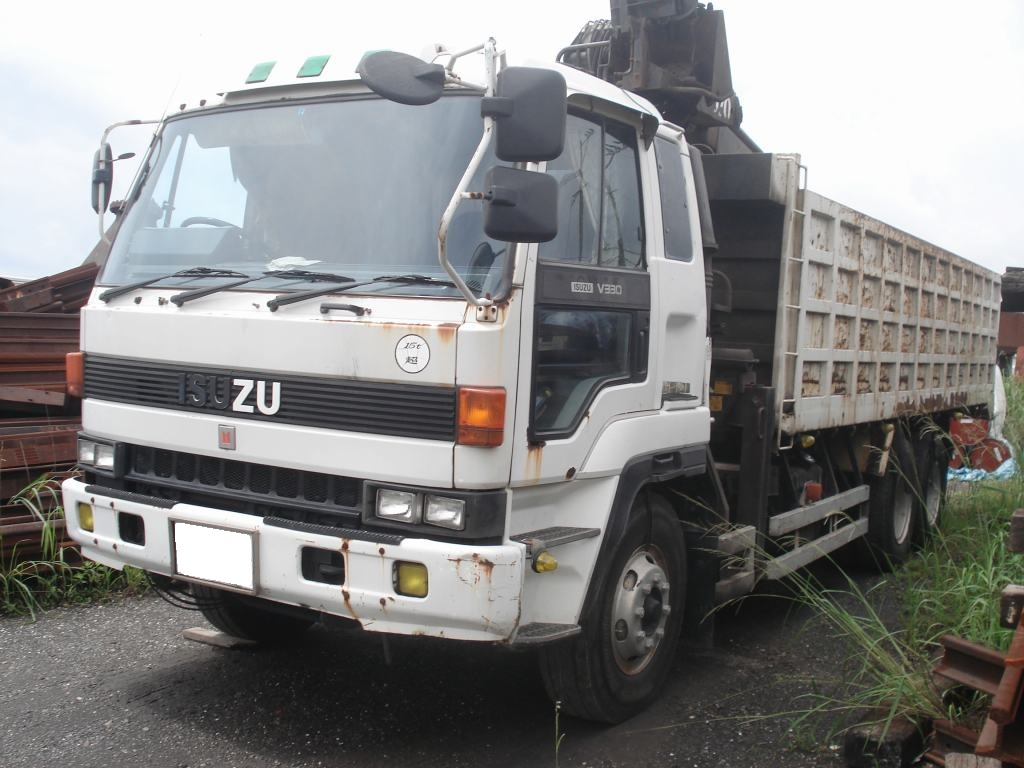
810スーパー（前期型）

- 1986年9月いすゞ独自の自動変速機NAVi 6をオプションで設定。

- 1987年7月カーゴ系にエアサスペンション装備車を追加。車高を一定に保つレベリングバルブを装備した。また、CXGフルトラクタにインタークーラーターボの6RB1型を搭載した。

- 1989年9月マイナーチェンジ、810スーパー II となる。ラジエーターグリルを変更、内装フルトリム化。永久磁石式リターダーのオプション設定。平成元年（2年）排出ガス規制に適合（U-**化でV型P系シリーズはPDとなる）。カーゴ系がU-C系、トラクタがW-EX系となる。矢羽マークもエンブレム本体の仕様と位置変更、バンパーにコーナーゴム追加、速度表示灯ケースの形状が変更され、それまでキャブ同色だったが黒色が基調とされた。ISUZUロゴの上下のラインが白く塗装されている。運転席側の窓割りも変更された。810スーパーⅡ

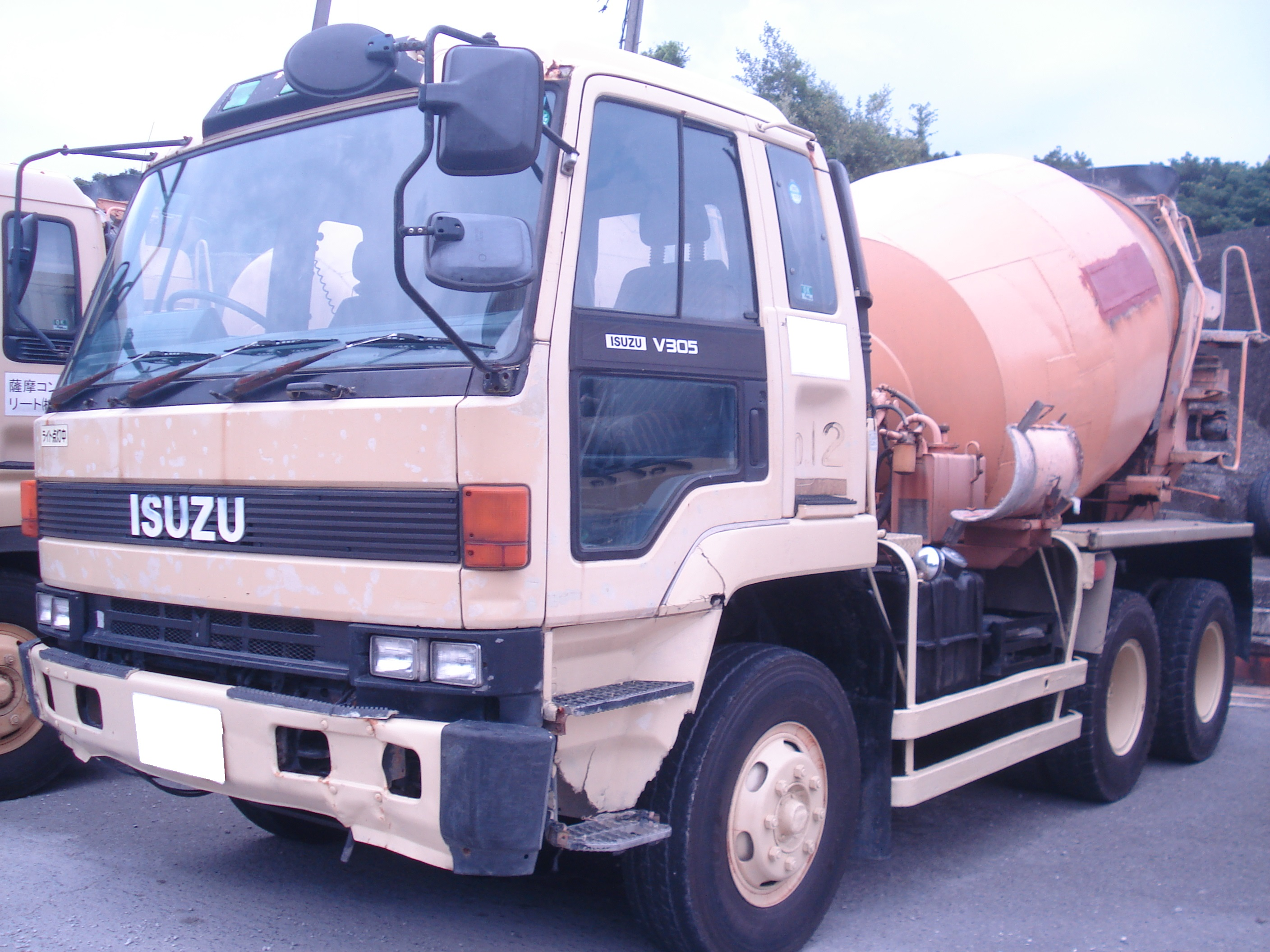
810スーパーⅡ

- 1991年1月永久磁石式リダーダをU-CXM23VとU-CXG23Xに装備。

- 1991年5月セミトラクタ全車にABSと自動体重調整機構付きエアサスシートを標準装備。

- 1992年7月ビッグマイナーチェンジ、810EX（はちいちまるエックス）となる。U-C##系。フロントマスクを一新し、ヘッドランプを規格型の角目4灯から専用デザインの異型2灯に変更。このヘッドライトは90年以降のエルフ、フォワード、スーパークルーザーと同じもの。西工ネオロイヤルC型・92MCと富士重17型・後期型（日産ディーゼル製シャーシー以外）もこのヘッドライトを装着している。このライトは従来の角目4灯と同じサイズであるため、810EX用のライトをレゾナやスーパードルフィン、スーパーグレートに移植するという改造も見受けられる。ISUZUロゴを現在のフォントに変更。カーゴ系ではISUZUロゴは白色だが、セミトラクタではメッキになり、フロントリッド下部もメッキモール化することにより差別化されている。「TRACTOR」ロゴは小さくなり、黒帯の上から黒帯の下へ移動した。フォグランプがヘッドライトに内蔵されたため、バンパーもデザインが変更された。直6ターボ系は6RB1から24バルブOHCの6WA1系への変更し、U-CXM50等となる。リターダー一部標準化。一部グレードにはコンピュータ制御でブレーキ力を保持する坂道発進補助装置（HSA）が付く。

- 1993年10月第30回東京モーターショーに810EX シティダンプトラックを参考出品。

- 1994年11月全輪駆動車を除き生産終了。後継車はギガである。

- 1995年全輪駆動車も生産終了。

## ラインアップ
- CXM 6×2R
- CXL 6×2R（エアサス）
- CXK 6×2R（NKサス、軽量リーフサス）
- CXH 8×4
- CVZ 6×4（低床車）
- CXZ 6×4
- CXG 6×2F
- CVR 4×2
- EXR 4×2 セミトラクタ
- EXD 4×2 セミトラクタ（エアサス）
- EXZ 6×4 セミトラクタ
- CVS 4×4 セミトラクタ
- CVS 4×4 除雪車
- CXW 6×6 除雪車
- ZYZ 6×2 構内専用車     (15t)
- ZZZ 6×2 構内専用車     (20t)

## 搭載エンジン
下表の“区分”は車両型式のアルファベット3文字（上記のC**またはEX*）の次位の数字2桁を示す。
| 区分 | エンジン型式 | 形態・方式                  | 排気量(cc) | 出力帯(PS) | 搭載期間  |
| ---- | ------------ | --------------------------- | ---------- | ---------- | --------- |
| 14   | 6QA1         | 直6・NA                     | 11,044     | 220        | 1983-1989 |
| 18   | 6RB1-TC1     | 直6・インタークーラーターボ | 13,741     | 320        | 1983-1989 |
| 19   | 10PC1-N      | V10・NA                     | 15,014     | 295        | 1983-1989 |
| 19   | 10PC1-S      | V10・NA                     | 15,014     | 330        | 1983-1989 |
| 21   | 12PC1-N      | V12・NA                     | 18,010     | 355        | 1983-1989 |
| 21   | 12PC1-S      | V12・NA                     | 18,010     | 390        | 1983-1989 |
| 23   | 6SD1-TC1     | 直6・インタークーラーターボ | 9,839      | 280        | 1986-1994 |
| 23   | 6SD1-TC2     | 直6・インタークーラーターボ | 9,839      | 300        | 1986-1994 |
| 50   | 6WA1-TCN     | 直6・インタークーラーターボ | 12,068     | 315        | 1992-1994 |
| 50   | 6WA1-TCC     | 直6・インタークーラーターボ | 12,068     | 350        | 1992-1994 |
| 50   | 6WA1-TCS     | 直6・インタークーラーターボ | 12,068     | 380        | 1992-1994 |
| 71   | 10PD1-N      | V10・NA                     | 16,683     | 305        | 1989-1994 |
| 71   | 10PD1-S      | V10・NA                     | 16,683     | 340        | 1989-1994 |
| 71   | 10PD1-H      | V10・NA                     | 16,683     | 355        | 1989-1994 |
| 72   | 12PD1-N      | V12・NA                     | 20,019     | 365        | 1989-1994 |
| 72   | 12PD1-C      | V12・NA                     | 20,019     | 395        | 1989-1994 |
| 72   | 12PD1-S      | V12・NA                     | 20,019     | 425        | 1989-1994 |